# Michael D. Eschner

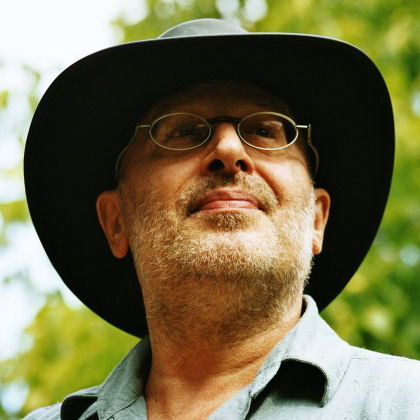
Michael D. Eschner auf dem Sommerfest der Thelema Society, Bergen / Dumme, August 2003

Michael Dietmar Eschner (* 16. Februar 1949 in Berlin; † 13. November 2007 in Bergen an der Dumme) war ein Thelemit und Autor aus Bergen an der Dumme, Niedersachsen. Er veröffentlichte mehrere Bücher zum Themenbereich Magie, Persönlichkeitsentwicklung und Psychologie, darunter kommentierte Ausgaben von Werken Aleister Crowleys, als dessen Reinkarnation er sich sah. Eschner gründete die thelemische Gruppe „Thelema-Orden des Argentum Astrum“ (heute Thelema Society).

## Leben und Werk
Mit fünf Jahren begann Eschner Schach zu spielen, später war er Turnierspieler und veranstaltete in Berlin auch Schachturniere.
Eschner hatte eine Ausbildung als Elektromechaniker. Er begann ein Studium als Betriebswirt, das er aber vorzeitig abbrach. Mit 19 Jahren war er in Berlin der jüngste Immobilien- und Finanzmakler und eröffnete kurze Zeit später den ersten Sexshop von Berlin. Später arbeitete er unter anderem als Elektromechaniker, Vertreter und GEZ-Mitarbeiter. Er fühlte sich von der 68er-Bewegung angezogen und trat als Referent über Marxismus und marxistische Wirtschaftstheorie in Erscheinung.
Eschner verstand sich als autodidaktischer Philosoph. Ende der 1960er-Jahre wurde er auf Aleister Crowleys als Thelema bezeichnete Geisteshaltung aufmerksam. Er gründete 1979 in Berlin eine Kommune, die er unter dem Namen „Thelema-Orden des Argentum Astrum e. V.“ als Verein eintrug. In Arbeitsgruppen wurden Kurse angeboten, die magische Themen, Philosophie, Systemtheorie und Kommunikation umfassten. Die deutsche Erstauflage von „Magick“, einem Werk Aleister Crowleys, wurde publiziert, das Liber AL vel Legis und weitere Bücher von Crowley wurden übersetzt, ebenso gab es Kassetten und Fernlehrgänge zu magischen Themen. Um 1983 nahmen Vorwürfe von Medien und Sektenberatungsstellen zu. Der Verein wurde aufgelöst und das sogenannte „Netzwerk Thelema“ aufgebaut. Ein Teil der Berliner Gemeinschaft zog nach Bergen ins Wendland.
Eschner erweiterte Anfang 1980 den von Crowley übernommenen thelemischen Ansatz um Fragmente aus den Bereichen Neurobiologie, Kybernetik und Soziologie. Das von Timothy Leary stammende und von Eschner erweiterte Schaltkreismodell der Psyche beschreibt das menschliche Gehirn als Computer und den menschlichen Körper als Bioroboter. Im Rahmen seines „Thelema-Ordens des Argentum Astrum“ versuchte Eschner, Menschen „umzuprogrammieren“. Dazu dienten nach Angabe ehemaliger Mitglieder Ekeltraining, meditative Übungen, übermäßiger Alkoholkonsum und sexualmagische Übungen. Dies sollte beim Mitglied zu einer weitgehenden Löschung alter hemmender Verhaltensweisen führen. Im Rahmen dieser Übungen soll es häufiger zu sexuellen Übergriffen gekommen sein, allerdings haben Aussteiger aus der Gruppe fast nie Aussagen vor Gericht gemacht.
Danach erlebte der Orden mehrere Umwandlungen, in denen verschiedene Strukturen und Methoden erprobt wurden. So gab es die Live Unlimited Society of Thelema (L.U.S.T.), deren Schwerpunkt bei selbstorganisierten Gruppen lag, dann die Ethos Gemeinschaft Thelema (E.G.T.) und das Konzept der reflexiven Letztbegründung von Wolfgang Kuhlmann und zuletzt die Thelema Society, bei der es um die Entwicklung des Einzelnen geht, im Kontext des von Niklas Luhmann geprägten Begriffs des operativen Konstruktivismus.
Eschner starb in seinem Haus an Herzversagen.

## Einflüsse
Der von Eschner geprägte Thelema-Begriff ist ein Konglomerat aus Philosophie, Soziologie, Psychologie und Spiritualität. Thelema biete, so Eschner, „nicht Wahrheit, sondern Möglichkeiten“. Will man dennoch von Wurzeln und einer Art Genealogie seines Thelema-Begriffs sprechen, sind vor allem Friedrich Nietzsche, Niklas Luhmann, Georg Hegel, Alfred North Whitehead, Charles Sanders Peirce und Martin Heidegger zu nennen.
Zu Beginn seiner Thelema-Laufbahn nahm Eschner für sich in Anspruch, als Wegbereiter des Horus-Äons, eines neuen Menschheits-Zeitalters, den nächsthöheren Menschen zu formen. Das Anliegen der 68er-Bewegung, Änderung der Gesellschaft durch planbare Änderung des Menschen, war für Eschner durch Vernunftappelle nicht zu erreichen. Später wandte er sich davon ab und suchte nach Wegen, die es dem Individuum ermöglichen, sich selbst zu entwickeln. Dabei stützte er sich im Wesentlichen auf den von Luhmann geprägten operativen Konstruktivismus.

## Verurteilung wegen Körperverletzung und Vergewaltigung
Eschners Methode führe, so Kritiker, weniger zu Individuation als vielmehr zu unbedingtem Gehorsam ihm gegenüber und wird vielfach der Rituellen Gewalt zugeordnet. Medien und Kirchen kritisieren Eschners Methoden und seine Lehrinhalte. Laut Spiegel „[erzwangen] die Thelema-Oberen […] Disziplin durch Gehorsamseid und Schlafentzug, verordnen Geschlechtsverkehr und Ekeltraining – vom Kotverzehr bis zur Selbstverstümmelung“. Andererseits war es rechtlich strittig, ob Eschner sich dadurch strafbar machte, weil er auf ein „freiwilliges Dulden bzw. Befolgen“ der Mitglieder verweisen konnte. Auch das Gericht sprach von „erzwungene[m] Sexualverkehr“ und „unbedingten Gehorsam“ der Führung gegenüber.  Begründet wurden diese Ausführungen dadurch, dass der Orden „die Zerstörung der bisherigen Moralvorstellungen, Neugliederung der gesellschaftlich anerkannten Lebensform und Lösung der bisherigen sozialen Konditionierung“ anstrebe und die Betroffenen, manchmal mit Alkohol, ihre natürliche Hemmschwelle durch Ekeltraining überwänden.
1992 wurde Eschner wegen gefährlicher Körperverletzung und Vergewaltigung eines Gruppenmitglieds zu einer Freiheitsstrafe von sechs Jahren verurteilt. Die Tat stritt Eschner bis zu seinem Lebensende ab. 2002 tauchten wieder vermehrt Medien-Berichte über sexuelle Ausbeutung innerhalb der Gruppe auf. Ein Mitglied wurde verurteilt, weil es eine Frau mit Gewalt zum Sex mit Eschner genötigt hatte. Laut Angaben der Polizei handelte es sich dabei nicht um einen Einzelfall.

## Bibliografie

### Bücher
- Aleister Crowley das Grosse Tier 666. Leben und Magick. 1982
- Netzwerk Thelema. Die geheimnisvoll spektakulären Wege aus der Roboter-Einfalt zur Vielfalt der Erleuchteten. 1985, ISBN 978-3-89423-023-4
- Psychologik. Praktisches Handbuch für den Gebrauch/Entwicklung des menschlichen Nervensystems. Kersken-Canbaz, 1985 ISBN 978-3-89423-022-7
- Netzwerk Thelema. 1985, ISBN 978-3-89094-075-5
- Das Henochische Schachspiel von Michael D Eschner und Andreas Baar. Kersken-Canbaz, 1986, ISBN 978-3-89423-019-7
- Die geheimen Unterweisungen und Rituale des hermetischen Ordens der Goldenen Dämmerung. Band 2. Stein der Weisen, Johanna Bohmeier & Co., 1987, ISBN 978-3-89094-065-6
- Die Henochischen Schlüssel der Magie. Johanna Bohmeier & Co. Verlag, 1985, ISBN 978-3-89094-072-4
- MatheMagie. Kersken-Canbaz, 1989 ISBN 978-3-89094-121-9
- Liber Al vel Legis, mit Kommentaren von Aleister Crowley, Edward A. Crowley, und Michael D. Eschner. Kersken-Canbaz, 1992, ISBN 978-3-89423-001-2
- Die geheimen Sexualmagischen Unterweisungen des Tieres 666. Kersken-Canbaz, 1993, ISBN 978-3-89423-020-3
- mit Jürgen Hostrup: Die magische Kabbala. Kersken-Canbaz, 1993, ISBN 978-3-89423-021-0
- Techniken der Bewußtseinserweiterung. Kersken-Canbaz, 1993, ISBN 978-3-89423-065-4
- Magie, eine Einführung. Kersken-Canbaz, 1993, ISBN 978-3-89423-090-6
- Götterdämmerung. Aufbruch in das Wassermann Zeitalter oder wie Menschen Götter werden. Kersken-Canbaz, 1993 ISBN 978-3-89423-079-1
- Die Henochische Magie nach Dr. John Dee. Band 1: Das ursprüngliche System des Dr. John Dee. Kersken-Canbaz, 2006, ISBN 978-3-89423-130-9
- Die Henochische Magie nach Dr. John Dee. Band 2: System und Anwendung im Hermetischen Orden des G.D. Kersken-Canbaz, 2006, ISBN 978-3-89423-131-6
- Tarot – Geheimnis Abenteuer Spiel. MultiWelt Verlag, 2016, ISBN 978-3-942736-28-2
- Thelema Fibel: Die Wiederverzauberung der Welt. Band 1. Selbstverlag, 2012, ISBN 979-8-6633-0428-3
- Thelema – die frohe Botschaft: Die Wiederverzauberung der Welt. Band 2. MultiWelt Verlag, 2013, ISBN 978-3-942736-04-6
- mit Knut Gierdahl: Thelema in 100: Die Demokratie ist am Ende, die Philosophie ist am Ende. Thelema ist der Schlüssel zur Zukunft. MultiWelt Verlag, 2015, ISBN 978-3-942736-06-0
- Leben wie der Phönix: Der Weg zur Unsterblichkeit. 2016, ISBN 978-3-942736-17-6
- Die Geburt der Magie aus dem Geist der Physik: Entropie, Information und dissipative Strukturen. MultiWelt Verlag, 2017, ISBN 978-3-942736-24-4

### Übersetzungen
- Aleister Crowley: Die geheimen Unterweisungen und Rituale des hermetischen Ordens der Goldenen Dämmerung, Band 1. Kersken-Canbaz, 1987 ISBN 978-3-89423-015-9
- Aleister Crowley: Die geheimen Unterweisungen und Rituale des hermetischen Ordens der Goldenen Dämmerung, Band 2. Kersken-Canbaz, 1987 ISBN 3-89423-016-9
- Aleister Crowley: Liber 777 und andere kabbalistische Schriften. Kersken-Canbaz, 1985 ISBN 978-3-89423-006-7
- Aleister Crowley: Magick Band 2. Kersken-Canbaz, 1987 ISBN 978-3-89423-008-1
- Aleister Crowley: Magick Band 1. Kersken-Canbaz, 1988 ISBN 978-3-89423-007-4
- Aleister Crowley: Das Buch der Lügen. Kersken-Canbaz, 1987 ISBN 978-3-89423-002-9
- Aleister Crowley: Liber Al vel Legis: Das Buch des Gesetzes. Kersken-Canbaz, 1988 ISBN 978-3-89423-000-5